# 梅利莎·戈尔曼
梅利莎·戈尔曼（英語：Melissa Gorman，1985年12月11日—），澳大利亚女子游泳运动员。她曾代表澳大利亚参加2006年和2010年英联邦运动会游泳比赛，获得一枚银牌和一枚铜牌。她也曾参加2008年和2012年夏季奥林匹克运动会。